# Sylvester Schlegel
David Olof Benjamin Sylvester Schlegel, född 22 mars 1976 i Kosta i Ekeberga församling, är en svensk artist främst mest känd som trummis i rockbandet The Ark. 
Tidigare spelade Schlegel i Växjöbandet The Tambureens. I Tambureens spelade han tillsammans med Jon Axelsson, Rickard Karlsson, Niklas Stenemo och Kristofer Östergren. The Tambureens släppte två album. Efter att The Tambureens splittrats startade Axelsson och Östergren bandet Melody Club, medan Karlsson och Stenemo hamnade i bandet The Mo och Schlegel blev medlem i The Ark. 
The Guild är ett annat av Schlegels band, med musik inspirerad av 1960-talet. Där tar han rollen som sångare och gitarrist. År 2006 släppte de sitt debutalbum Oh My Guild!.
2014 tävlade Schlegel i Melodifestivalen med melodin Bygdens son  vid den första deltävlingen i Malmö Arena. Bidraget slutade på åttonde plats, och slogs därmed ut ur tävlingen.
Schlegel är dessutom trummis i bandet Augustifamiljen, som under många år medverkat i frågesportprogrammet "På spåret".

## Diskografi
Album
- Led mig bort, led mig hem (2014)
- Det kommer gå, allting kommer bli bra (2017)
- Rosa drömmar och svarta hål (2018)
- Röka inomhus (2020)

### Fotnoter
1. ↑  Thomas Graf (25 juli 2019). ”Sylvester Schlegel gick inte vidare i Melodifestivalen”. Sveriges Radio. https://sverigesradio.se/sida/artikel.aspx?programid=106&artikel=5773478. Läst 25 juli 2019.